# Söderberget
Söderberget är ett naturreservat omfattande den branta östra sidan av berget med detta namn i Mora kommun i Dalarnas län.
Området är naturskyddat sedan 1993 och är 25 hektar stort. Reservatet består av granar, tallar och lindar. 